# Josep Ramoneda
Josep Ramoneda Molins (Cervera, Lérida, 1949) es un periodista, filósofo y escritor español.

## Trayectoria
Se licenció en filosofía en la Universidad Autónoma de Barcelona. Fue profesor de filosofía contemporánea de esta materia en la universidad entre 1975 y 1990. 
Fue director, desde su fundación en 1994, del Centro de Cultura Contemporánea de Barcelona, aunque estuvo implicado en el proyecto desde los inicios de su gestación, en 1989. En 2011 no se le renovó al frente de este puesto debido a cambios políticos en el Ayuntamiento y la Diputación de Barcelona.
Fue director del Instituto de Humanidades (1986-1989). 
Preside el Institut de Recherche et Innovation de París.

## Periodista
Escribe en el periódico ARA. Fue colaborador de La Vanguardia (1980-1996) y colaborador de El País y la Cadena Ser, dentro de los programas Hoy por Hoy y Hora 25.

## Escritor
Dirige las colecciones “Textos filosòfics” de Edicions 62 y “Ensayo” de Tusquets Editores. 
Ha publicado numerosos libros, entre los que destacan:
- 1977 - 21 hijos de su padre (Ganador premio Manuel del Arco de entrevistas).
- 1989 - Apología del presente (Ediciones Península, Barcelona 1989).
- 1999 - Después de la pasión política (Taurus, Madrid 1999).
- 2012 - La izquierda necesaria (RBA Libros, Barcelona 2012).